# Puurojärvi (Gällivare socken, Lappland)
Puurojärvi är en sjö i Gällivare kommun i Lappland och ingår i Kalixälvens huvudavrinningsområde.